# Henry Magnan
Pour les articles homonymes, voir Magnan.
Henry Magnan, né à Vizille en Isère le 1er octobre 1919 et mort à Paris 11e le 3 juillet 1965, est un poète, journaliste et chroniqueur français.

## Biographie
Après des études de lettres et de philosophie à Grenoble, il débute comme chroniqueur aux informations, puis s'occupe de la rubrique cinématographique au journal Le Monde en 1946, puis à Combat (sous le pseudonyme de Palinure), à Carrefour, La Bataille, et publie des articles dans Les Cahiers du cinéma.
Il réalise aussi de grands reportages, à Auschwitz, en Argentine...
On lui doit la découverte de Serge Gainsbourg à la suite de l'article paru sur deux colonnes dans Combat le 3 mai 1958, soit six mois avant la sortie de son premier album 25 cm Du chant à la une ! Dans Le Canard enchaîné du 2 avril 1958, Henry Magnan fut aussi le premier à publier une critique sur le tour de chant de Barbara au cabaret L'Écluse.
Il est également l'auteur de nouvelles, à la radio et dans la presse et à la télévision.
Il fut marié à Dolette Monot en 1945, puis à la cinéaste Yannick Bellon en 1953, avec laquelle il a collaboré sur plusieurs films, notamment Varsovie...quand même, un documentaire dont le texte était lu par Maria Casarès.  
Déçu dans ses amours et ses projets, affecté par la maladie et un très grave accident de voiture[réf. nécessaire], Henry Magnan se suicide en 1965. Sa veuve Yannick Bellon évoqua cette fin tragique dans son film Quelque part quelqu'un, le couple étant interprété par sa sœur Loleh Bellon et par Roland Dubillard.
- « Aucune école de journalisme n’enseignera jamais ces vertus cardinales qui sont des dons innés : l’esprit d’observation, la spontanéité de réaction, la vitesse de transmission et, par-dessus tout, l’art du contact humain, autrement dit la sympathie ». (Olivier Merlin, chef du secrétariat de rédaction du Monde)

- « Henri Magnan, c'était la fureur de vivre, toujours le mot drôle à la bouche, ou au bout de la plume ». (Édouard Sablier dans La création du Monde)

- « Suicide d’Henry Magnan. Je l’avais vu il y a huit jours. Un être exquis et assommant, comme on n’en trouve que parmi les alcooliques. La boisson rehaussait ses qualités et ses défauts. Au point où il en était, il n’avait pas d’autre issue. » (Cioran, Cahiers, 3 juillet 1965)

## Filmographie
- 1952 : Commentaire de Varsovie... quand même de Yannick Bellon
- 1956 : Coscénariste et dialoguiste d'Un matin comme les autres de Yannick Bellon
- 1956 : Commentaire de Les Hommes oubliés de Jacques Villeminot monté par Yannick Bellon
- 1958 : Coscénariste et dialoguiste de Le Second Souffle de Yannick Bellon
- 1958 : Scénariste et dialoguiste de Une question d'assurance de Pierre Kast
- 1962 : Coscénariste et dialoguiste de Le Bureau des mariages de Yannick Bellon